# Entomologist’s Gazette
Entomologist’s Gazette — британский научный журнал, посвящённый проблемам энтомологии и всестороннему исследованию насекомых, включая их экологию, систематику и таксономию. Особое внимание уделяется рассмотрением чешуекрылым. Основан в 1950 году.

## История
Журнал издаётся с 1950 года. Основателем и редактором журнала стал энтомолог и издатель Eric William Classey (2.11.1916 — 7.9.2008) вместе с Richard Ford.
Первоначально публикации журнала охватывали только энтомофауну Британских островов, Великобританию и Ирландию, однако с 1970-х годов журнал печатает статьи по всему Палеарктическому региону.
Первыми издателями были компании E.W. Classey Ltd  (1950—1990) и Gem Publishing (1991—2006). С 2007 года журнал издаётся фирмой Pemberley Books.
В 2010 году вышел 61 том (Vol. 61).

## ISSN
- ISSN 0013-8894